# Qualitätsfaktor
Der Qualitätsfaktor ist eine Größe aus der Strahlendosimetrie. Da die Wahrscheinlichkeit stochastischer Strahlenwirkungen nicht nur von der Energiedosis, sondern auch von der Art der Strahlung abhängt, wurde der Qualitätsfaktor zur Definition der Äquivalentdosis eingeführt. Die Äquivalentdosis ist die vom Körper aufgenommene Energiedosis durch ionisierende Strahlung multipliziert mit einem Qualitätsfaktor.
Mit dem Qualitätsfaktor wird der Tatsache Rechnung getragen, dass verschiedene Arten ionisierender Strahlung aufgrund ihrer unterschiedlichen Ionisationsfähigkeit jeweils andere Wirkungen auf die Zellen des Körpergewebes haben. Der Qualitätsfaktor Q ist eine Funktion des unbeschränkten linearen Energietransfers:
{\displaystyle L_{\infty }={\frac {{\text{d}}E}{{\text{d}}x}}}.
Der Zusammenhang zwischen dem Qualitätsfaktor und dem linearen Energietransfer wurde von der internationalen Strahlenschutzkommission ICRP wie in der folgenden Tabelle festgelegt:
| lin. Energietransfer L (keV/µm) | Qualitätsfaktor Q(L)                     |
| ------------------------------- | ---------------------------------------- |
| {\displaystyle <10\,}           | {\displaystyle 1\,}                      |
| {\displaystyle 10-100\,}        | {\displaystyle 0{,}32\cdot L-2{,}2}      |
| {\displaystyle >100\,}          | {\displaystyle {\frac {300}{\sqrt {L}}}} |

Bei Strahlungsfeldern, in denen unterschiedlicher Energietransfer auftritt, wird der gesamte Qualitätsfaktor durch Mittelung über L errechnet:
{\displaystyle {\overline {Q}}={\frac {1}{Q}}\cdot \int _{L}Q(L)\cdot D_{L}\cdot {\text{d}}L}
Die Qualitätsfaktoren Q unterscheiden sich von den Strahlungswichtungsfaktoren wR, die ebenfalls die biologische Wirksamkeit unterschiedlicher Strahlungsarten beurteilen. Allerdings werden diese zur Berechnung der Organdosis HT eingesetzt.

## Historisches
Vor 1991 wurde die Äquivalentdosis als Produkt aus Qualitätsfaktor Q und modifizierendem Faktor N berechnet. Den verschiedenen Strahlungsarten wurden folgende Qualitätsfaktoren zugeordnet:
| Strahlungsart | lin. Energietransfer L (keV/µm) | Qualitätsfaktor Q(L)    |
| ------------- | ------------------------------- | ----------------------- |
| β, Photonen   | {\displaystyle <3{,}5\,}        | {\displaystyle 1\,}     |
| α, p, n       | {\displaystyle 3{,}5-7{,}0\,}   | {\displaystyle 1-2\,}   |
| α, p, n       | {\displaystyle 7-23\,}          | {\displaystyle 2-5\,}   |
| α, p, n       | {\displaystyle 23-53\,}         | {\displaystyle 5-10\,}  |
| α, p, n       | {\displaystyle >53\,}           | {\displaystyle 10-20\,} |